# امبیری
امبیری (به لاتین: Ambiri) یک منطقهٔ مسکونی در مالی است که در استان موپتی واقع شده است.